# 東海村
36°28′22.7″N 140°33′58″E / 36.472972°N 140.56611°E
東海村（日语：／ Tōkai mura */?）是關東地方東北部，茨城縣北部的一村，屬那珂郡。此村為日本原子能的研究重鎮之一，日本第一個商轉的核能電廠東海發電廠（東海発電所）位於此村。